# 리준일
리준일(李俊一, 1987년 8월 24일~)은 조선민주주의인민공화국의 축구 선수로, 소백수체육단 소속의 수비수이다. 

## 선수 경력
조선민주주의인민공화국 U-23 대표팀의 일원으로 2006년과 2010년 아시안 게임에 출전하여 북한의 2회 연속 8강 진출에 일조했고 그 후 조선민주주의인민공화국 A대표팀 소속으로 2010년 FIFA 월드컵 본선 조별리그 3경기에 출전한 뒤 이듬해에 열린 2011년 AFC 아시안컵 본선에도 출전했다.

## 대표팀 이력
- 2006년 아시안 게임
- 2010년 FIFA 월드컵
- 2010년 아시안 게임
- 2011년 AFC 아시안컵